# ハイランド

ハイランド・カウンシル・エリア

ハイランド（英語: Highland、スコットランド・ゲール語: A' Ghàidhealtachd 発音 [kɛːəlˠ̪t̪əxk]）は、スコットランド北部にある地方行政区画（カウンシル・エリア）である。行政中心地はインヴァネス。スコットランドで最も広い面積を持つカウンシル・エリアであると同時に、イギリス全土でも最大の面積を持つ地方行政区画である。
ハイランド・カウンシル・エリア、すなわち地方自治体ハイランド・カウンシルが管轄する行政区画としての「ハイランド」地域は、広義のハイランド地方（Highlands / a` Ghàidhealtachd）の一部である。

## 地理
ハイランド・カウンシル・エリアは、アーガイル・アンド・ビュートとともにその全域が広義のハイランド地方（ハイランズ）に含まれるカウンシル・エリアである。ハイランド・カウンシル・エリアに隣接する諸カウンシル・エリア（マレー、アバディーンシャイア、パース・アンド・キンロス）ならびにアンガス、スターリングの一部がハイランド地方と重なっている。
ハイランド・カウンシルの中央庁舎はインヴァネスにあり、かつてのディストリクト・カウンシルの庁舎は支所として利用されている。

### 隣接する州
- 東北 - オークニー
- 東 - マレー、アバディーンシャイア
- 南 - パース・アンド・キンロス、アーガイル・アンド・ビュート
- 西 - アウター・ヘブリディーズ

## 名称
この地域の住民の多くは、「ハイランド」（Highland / Gàidhealtachd）を地名のように用いることはおかしいと考えている。たとえば「ハイランドのディングウォール市」（Dingwall in Highland）という表現は奇妙であり、慣用的に用いられることもない。カウンシルが管轄する地域を特に呼ぶ場合にのみ「ハイランド・カウンシル・エリア」（the Highland Council area）、「ハイランド・エリア」（the Highland area）、「ハイランド・リージョン」（the Highland region）と呼ぶ傾向にある。広域地名としては伝統的なカウンティ名（たとえばRoss-shire）を用いることが多い。
広域地名としては「ハイランズ」（the Highlands ー 語尾の s に注意）という語が一般に用いられる。「ハイランズ」は、ハイランド・カウンシル・エリアのみを指す呼称として用いられることもあるが、ほとんどの場合はより大きな地域（ハイランド地方参照）を指す概念である。
ハイランド・カウンシル・エリアと同様の地域を指す概念に北部スコットランドがある。消防救急隊 Highlands and Islands Fire and Rescue Service の管轄区域を北部管区と呼ぶが、この区域にはオークニー、シェトランド、アウター・ヘブリディーズの島嶼カウンシル・エリアを含んでいる。

## 沿革

### 旧カウンティ
今日のハイランド・カウンシル・エリアは、1975年まで用いられていたカウンティ  (County)  では、インヴァネスシャイアならびにロス・アンド・クロマティの本土部分の殆ど及びインナー・ヘブリディーズ諸島部分、サザランド、ケイスネス、ネアンシャイア全体、アーガイルならびにマレーのごく一部に相当する。

### ハイランド・カウンシル・エリアの設置
スコットランド地方自治法（1973年制定）  (Local Government Act 1973) の施行に伴い、1975年にハイランド・カウンシル・エリアが創設された。カウンシル・エリアは2階層のリージョン  (region) であり、8つのディストリクト（区）からなっていた。すなわち、
- Badenoch and Strathspey
- Caithness
- Inverness
- Lochaber
- Nairn
- Ross and Cromarty
- Skye and Lochalsh
- Sutherland

である。1975年の地方自治法施行により、それまでのカウンティとバラのカウンシルは廃止され、あらたにリージョン全体と各ディストリクトに公選制の地方議会（カウンシル）が設置された。

### 1996年の地方制度改編
スコットランド地方自治法（1994年制定）  (Local Government Act 1994)  の施行に伴い、リージョン全体の地方議会（カウンシル）とディストリクトごとの地方議会（カウンシル）は統合されることになった。1996年、単一の自治体としてのハイランド・カウンシルが発足した。
ハイランド・カウンシルでは旧来のディストリクトを行政地区 management area とし、行政地区ごとに地区委員会  (area committee)  を設置した。しかし、1999年にそれまで行政地区と重なっていた選挙区の再編が行われた結果、行政地区と選挙区の境界は一致しなくなった。2007年に選挙区界の変更が再び行われたことによって、8つの行政区域とそれに基づく地区委員会は廃止され、3つの共同行政区域（corporate management area）に再編された。すなわち、
- Caithness, Sutherland and Easter Ross
- Inverness, Nairn and Badenoch and Strathspey
- Ross, Skye and Lochaber

である。これらの名称はウェストミンスター議会の選挙区名と同じであるが、境界は異なっている。

## 政治

### カウンシル議員
ハイランド・カウンシルには 22 の選挙区があり、各選挙区から単記移譲式投票によって選出された 3 名ないし 4 名の議員により、定員 80 名の比例代表議会が構成される。

## 町と村
- アルネス (Alness)、アルトナハラ (Altnaharra)、アップルクロス ( Applecross)、アヴィモア (Aviemore)、アヴォッホ (Avoch)
- バック・オヴ・ケポッホ (Back of Keppoch)、バラクリシュ (Ballachulish)、ベティヒル (Bettyhill)、ブロードフォード (Broadford)、ブローラ (Brora)
- クロマーティ (Cromarty)、カロデン (Culloden)
- ダルフィニー (Dalwhinnie)、ディングウォール (Dingwall)、ドーニー (Dornie)、ドーノッホ (Dornoch)、ドラムナドロヒト (Drumnadrochit)、ダーネス (Durness)
- フェアン (Fearn)、フォート・アウグストゥス (Fort Augustus)、フォートローズ (Fortrose)、フォート・ウィリアム (Fort William)
- ガーロッホ (Gairloch)、グレンコー (Glencoe)、ゴルスピー (Golspie)
- ヘルムスデール (Helmsdale)
- インヴァガリー (Invergarry)、インヴァゴードン (Invergordon)、インヴァリー (Inverie)、インヴァモリストン (Invermoriston)、インヴァネス (Inverness)
- ジョン・オ・グローツ
- キングジー (Kingussie)、キンロッホベルヴィー (Kinlochbervie)、キンロッホレーヴェン (Kinlochleven)、カイル・オヴ・ロッホアルシュ (Kyle of Lochalsh)
- ロッホインヴァー (Lochinver)
- マレイグ (Mallaig)
- ネアン (Nairnn)、ニューフィールド (Newfield)、ニュートンモア (Newtonmore)、ノース・バラクリシュ (North Ballachulish)
- プロックトン (Plockton)、ポートマホマック (Portmahomack、ポートリー (Portree)
- ローズマーキー (Rosemarkie)
- サウス・バラクリシュ (South Ballachulish)、ストラスペファー (Strathpeffer)
- タイン (Tain)、サーソー (Thurso)、タン (Tongue)、トリドン (Torridon)
- ウラプール (Ullapool)
- ウィック (Wick)